# Дивовижний Моріс та його вчені гризуни
Дивови́жний Морі́с та його́ вче́ні гризуни́ (англ. The Amazing Maurice and His Educated Rodents) — дитячий фентезійний роман англійського письменника Террі Пратчетта, який опублікувало видавництво Даблдей в 2001 році. Це двадцять восьмий роман в серії Дискосвіт і перший орієнтований на дітей. В основі сюжету переосмислена німецька казка про гамельнського щуролова з пародією на фольклорний жанр.
В 2001 році роман отримав медаль Карнегі, та був визнаним найкращою дитячою книгою року, опублікованою у Великій Британії. Це була перша велика нагорода Пратчетта.

## Сюжет
Книга розповідає про Дивовижного Моріса (розумного кота), групу щурів, що вміють розмовляти (клан) і хлопчика Кіта, які подорожують у поштовому диліжансі. Дібравшись до чергового містечка, вони планують застосувати схему, яку використовували вже багато разів: щури вдають, ніби заразили місто, а Кіт під видом щуролова пропонує відвести «шкідників» за невелику суму готівки. Хоча Моріс не бачить нічого поганого в цій схемі, щури вважають її аморальною і переконують Моріса, що це місто буде останнім, де вони так чинитимуть. Прибувши до міста, група виявляє, що люди в ньому вже переконані в масовому нашесті щурів і витратили більшу частину своїх заощаджень на двох щуроловів. Незважаючи на зусилля містян, їжа з міста продовжує зникати. Коли клан потрапляє в підземелля міста, вони бачать надзвичайно велику кількість пасток, але жодного живого щура. На поверхні Моріс спостерігає таку ж картину, окрім того, він помічає, що щурячі хвости, які щуролов демонструє як доказ свого успішного полювання, насправді є звичайними шнурками. Моріс і Кіт зустрічають доньку мера Маліцію та знайомлять її з балакучими щурами.
Маліція переконана, що щуролови щось задумали, тому вона, Моріс і Кіт вриваються в їхню хатину. Вони знаходять багато краденої їжі і великі клітки. Щуролови несподівано повертаються, закривають дітей та забирають ватажка щурів Свинину. Морісу вдається втекти, аж раптом він чує голос, який намагається проникнути в його розум, викликаючи сильне почуття страху. Щури Клану теж його чують, багато хто з них настільки боїться, що майже втрачає здатність думати. Небезпечні Боби, духовний лідер щурів, пригнічений усвідомленням того, що щури в душі просто безглузді тварини йде з клану зі своїм помічником Персики. Щур Засмага, експерт із пасток, очолює групу, щоб врятувати ватажка і їм це вдається. Однак Свинина помирає від травм, отриманих в ямі для боїв.
Маліція та Кіт, звільнившись, обманом змушують щуроловів зізнатися у своїх злочинах. Як виявилось, вони випадково створили могутнього щурячого короля на ім'я Павук, який і є джерелом таємничого голосу, що мучив щурів та Моріса. Використовуючи свій ментальний контроль над іншими істотами, Павук планував вести війну проти людей. Він посилає щурів, якими ментально керує, в атаку на Моріса, Персики та Небезпечні боби. Однак Моріс, настільки наляканий, що перестав думати і почав діяти інстинктивно, кидається на щурячого короля і знищує його. У стані афекту Моріс також мимоволі вбиває Небезпечних бобів і гине сам. У примарній формі він бачить, як Смерть приходить за Небезпечними бобами і укладає з нею угоду: два його котячих життя, що залишилися, в обмін на його життя та життя Небезпечних бобів.
Щури клану затикають вуха усім звичайним щурам. Коли в місто прибуває справжній щурячий сопілкар, Кіт викликає його на дуель. Сопілкар грає на чарівній щурячій сопілці, але жоден із щурів не виходить. Кіт грає на тромбоні після чого Сардини (розумний щур) виходить і танцює для натовпу. Кіт оголошується переможцем і веде щурів за місто разом із сопілкарем. Після того, як сопілкар йде, щури клану виходять зі схованок і розповідають людям про дволикість щуроловів. Люди пропонують угоду щурам: якщо клан не дозволить звичайним щурам повернутись в місто, щури клану можуть залишитися і жити на правах людей. Кіт вирішує залишитися церемоніальним щурячим сопілкарем, а Моріс рушає далі на пошуки нової авантюри.

## Персонажі
- Моріс — розумний кіт, що вміє розмовляти. Він хитрий маніпулятор і дуже добре (але з цинічного боку) розуміє, як влаштований світ. Пізніше в романі він зізнається, що випадково з'їв одного з розумних щурів Клану на початку їхньої історії, і таким чином сам став розумним.
- Маліція — дочка мера міста, вічно захоплена казками та пригодами.
- Кіт — хлопець-сирота, вихований Гільдією музикантів. Він пристав на схему Моріса, здебільшого, щоб мати чим зайнятися, хоча дуже піклується про родину щурів.
- Небезпечні Боби — щур-альбінос, який виступав у ролі духовного лідера для клану, відколи вони стали розумними через те, що з'їли сміття біля Невидимого університету. Засмага зауважує, що Небезпечні Боби — вкрай необхідний філософ Клану, який оберігає групу від небезпечних ідей. Саме до нього вони звертаються за відповідями на питання про канібалізм щурів, крадіжки та сновидіння. Він також є перекладачем щурячої «Біблії», дитячої книжки під назвою «Пригоди Містера Бансі», в якій описуються щури та інші тварини, які живуть у гармонії з людьми, розмовляють і одягаються, як вони. Коли Маліція зауважує, що утопічне суспільство в цій книзі цілком вигадане, Небезпечні Боби та його помічник Персики в розпачі тікають.
- Персики — маленька самиця щура, яка виконує функції помічника Небезпечних Бобів і писаря Клану.
- Свинина — старіючий лідер клану, який залишився ще відтоді, коли вони не могли думати. Чинить опір ідеї «мислення» і веде клан за допомогою грубої сили та хитрості, якими користуються традиційні лідери звичайних щурів .
- Засмага — лідер загону знищення пасток для щурів. Після смерті Свинини стає новим лідером клану. Засмага, хоч і немолодий щур, проте набагато прогресивніший, ніж Свинина. Його поважають усі щури, тому що його знання як обходити пастки, допомагає їм залишатися живими.
- Сардини — старий щур, який носить капелюх і танцює чечітку. Він не прагне керувати, але допомагає Засмазі після того, як той стає лідером клану. Він розуміє як людей, так і щурів, і може маніпулювати обома (але набагато добріший, ніж Моріс).

## Адаптації
- 23 серпня 2003 року BBC Radio 4 транслювало 90-хвилинну постановку твору. 2 червня 2007 року та 27 квітня 2008 року постановка була повторена на BBC Radio 7. Персонажа Небезпечні Боби озвучив Девід Теннант. Оповідачем в адаптації був сам Моріс, який розповідав Небезпечним Бобам, як вони дійшли до небезпечної ситуації, що сталась наприкінці сюжету. Цитати з «Пригоди Містера Бансі», які з'являються як заголовки розділів у книзі, прочитала 8-річна Ребекка Норфолк, яка вже грала у постановці BBC Radio 4 «Child reader». Щоб відзначити посвячення Террі Пратчетта в лицарі постановку знову транслювали на BBC Radio 7 разом з іншими інсценуваннями його творів у лютому 2009 року.
- Книга двічі була адаптована для гри на сцені: спочатку Стівеном Бріггсом у 2003 році (опублікувало Oxford Playscripts),[3] потім у 2011 році як мюзикл Метью Холмса (опублікувало Collins Musicals)[4]. Обидві версії призначені для використання в школах.
- У червні 2019 року було оголошено, що триває робота над адаптацією анімаційного фільму «Дивовижний Моріс». Це спільне виробництво Ulysses Filmproduktion і Cantilever Media, автором сценарію став Террі Россіо. Бюджет картини склав 15 мільйонів євро (17 мільйонів доларів)[5]. У листопаді 2020 року було оголошено, що ролі озвучуватимуть Г'ю Лорі, Емілії Кларк, Девід Тьюліс, Хімеш Патель, Джемма Артертон і Г'ю Бонневіль[6].